# Henri Meschonnic
Henri Meschonnic (18 de septiembre de 1932; 8 de abril de 2009) fue un teórico del lenguaje, un ensayista, un traductor y un poeta francés.

## Biografía
Henri Meschonnic nace en una familia de judíos rusos provenientes de Besarabia en 1932. Durante la Segunda Guerra Mundial , es un niño escondido. Después de su bachillerato, estudia letras en La Sorbonne. Efectúa su servicio militar durante la guerra de Argelia en 1960. Sus primeros poemas llevan la marca de esa experiencia.
Henri Meschonnic ha propuesto una antropología histórica del lenguaje que compromete el pensamiento del ritmo, la oralidad y la modernidad del poema como discurso. La noción de sujeto es vista como la actividad específica del discurso. Una serie de ensayos, desde Pour la poétique hasta Politique du rythme, Politique du sujet y Critique du rythme mezclan varias disciplinas a partir de la literatura y de la teoría del lenguaje. La noción de ritmo, a la que redefine (en oposición a la concepción tradicional de alternancia entre tiempos fuertes y débiles) como "la organización del movimiento de la palabra en el lenguaje", ocupa un sitio central en la reflexión de Meschonnic. En su obra que combina escritura poética, traducción y ensayo, Meschonnic se opone a los academismos, al estructuralismo y se apoya en las propuestas de Wilhelm von Humboldt, de Ferdinand de Saussure y de Émile Benveniste.

## Obras

### Ensayos
- Dictionnaire du français contemporain, (collaboration), Larousse, 1967.
- Pour la poétique, Gallimard, 1970.
- Pour la poétique II, Épistémologie de l’écriture, Poétique de la traduction, Gallimard, 1973.
- Pour la poétique III, Une parole écriture, Gallimard, 1973.
- Le Signe et le poème, Gallimard, 1975.
- Écrire Hugo, Pour la poétique IV (2 vol.), Gallimard, 1977.
- Poésie sans réponse, Pour la poétique V, Gallimard, 1978.
- Critique du rythme, Anthropologie historique du langage (1982), Verdier-poche, 2009.
- « La nature dans la voix », introduction au Dictionnaire des Onomatopées de Charles Nodier, Trans-Europ-Repress, 1985.
- Critique de la théorie critique, Langage et Histoire, séminaire, direction et participation, Presses Universitaires de Vincennes, 1985.
- Les états de la poétique, P.U.F, 1985.
- Écrits sur le livre, « Mallarmé au-delà du silence », introduction à Mallarmé, choix de textes, éditions de l’Éclat, 1986.
- Modernité modernité, Verdier, 1988 ; folio-essais Gallimard, 1994.
- Le langage Heidegger, P.U.F, 1990.
- La Rime et la vie, Verdier, 1990; folio-essais, Gallimard, 2006.
- Des mots et des mondes, Hatier, 1991.
- Le Langage comme défi, séminaire, direction et participation, Presses Universitaires de Vincennes, 1992.
- La Pensée dans la langue, Humboldt et après, séminaire, direction et participation, Presses Universitaires de Vincennes, 1995.
- Politique du rythme, politique du sujet, Verdier, 1995.
- Histoire et grammaire du sens, codirection avec Sylvain Auroux et Simone Delesalle, et participation, Armand Colin, 1996.
- De la langue française, essai sur une clarté obscure, Hachette-Littératures 1997 ; Pluriel, 2001.
- Traité du rythme, des vers et des proses (avec Gérard Dessons), Dunod, 1998.
- Poétique du traduire, Verdier, 1999.
- Et le génie des langues ? séminaire, direction et participation, Presses Universitaires de Vincennes, 2000.
- Crisis del Signo/Crise du signe, éd. bilingüe, Comisión Permanente de la Feria del Libro, Santo Domingo, República Dominicana, 2000.
- Le Rythme et la lumière avec Pierre Soulages, Odile Jacob, 2000.
- L’Utopie du Juif, Desclée de Brouwer, 2001.
- « Hugo continuant la Bible » dans Henri Meschonnic et Manoko Ôno, Victor Hugo et la Bible (éd. sous la direction de Franck Laurent), Maisonneuve et Larose, 2001, p. 7-25
- Célébration de la poésie, Verdier, 2001 ; poche/Verdier, 2006.
- Hugo, la poésie contre le maintien de l’ordre, Maisonneuve et Larose, 2002.
- Spinoza poème de la pensée, Maisonneuve et Larose, 2002.
- Un coup de Bible dans la philosophie, Bayard, 2004.
- Vivre poème, Dumerchez, 2005.
- Le Nom de notre ignorance, la Dame d'Auxerre, Éditions Laurence Teper, 2006.
- Il ritmo come poetica, conversazioni con Giuditta Isotti Rosowski, Bulzoni editore, Roma, 2006.
- Heidegger ou le national-essentialisme, Éditions Laurence Teper, 2007.
- Dans le bois de la langue, Éditions Laurence Teper, 2008.
- Théâtre oracle, un cahier orchestré par Henri Meschonnic, Théâtre/Public numéro 189, 2008.
- Pour sortir du postmoderne, Éditions Klincksieck, 2009.[4]
- Langage, histoire, une même théorie, préface de Gérard Dessons, Verdier, 2012.
- Le sacré, le divin, le religieux, Éditions Arfuyen, coll. "La faute à Voltaire", 2016.

### Traducciones
- Les Cinq Rouleaux (Le chant des chants, Ruth, Comme ou Les Lamentations, Paroles du Sage,[5] Esther), Gallimard, 1970
- La structure du texte artistique, de Iouri Lotman, direction de la traduction collective, Gallimard, 1973.
- Jona et le signifiant errant, Gallimard, 1981.
- Gloires, traduction des psaumes, Desclée de Brouwer, 2001
- Au commencement, traduction de la Genèse, Desclée de Brouwer, 2002
- Les Noms, traduction de l’Exode, Desclée de Brouwer, 2003
- Et il a appelé, traduction du Lévitique, Desclée de Brouwer, 2003
- Dans le désert, traduction du livre des Nombres, Desclée de Brouwer, 2008

### Poesía
- Dédicaces proverbes, Gallimard, 1972 ; prix Max-Jacob, 1972
- Dans nos recommencements, Gallimard, 1976
- Légendaire chaque jour, Gallimard, 1979
- Voyageurs de la voix, Verdier, 1985 ; prix Mallarmé, 1986 ; L’improviste, 2005
- Nous le passage, Verdier, 1990
- Combien de noms, L’improviste, 1999
- Maintenant (avec des dessins de Catherine Zask), Les petits classiques du grand pirate, 2000
- Je n’ai pas tout entendu, Dumerchez, 2000
- Puisque je suis ce buisson, Éditions Arfuyen, 2001
- Infiniment à venir (avec une photographie de Thomas Compère-Morel), Dumerchez, 2004
- Tout entier visage, Éditions Arfuyen, 2005
- Et la terre coule, Éditions Arfuyen, 2006
- Je marche mon infini (avec Jean-Gille Badaire), Jacques Brémond, 2007
- La vie je cours (avec des peintures de Serge Plagnol), Éditions Tipaza, 2008
- Parole rencontre (avec des dessins de Catherine Zask), L'Atelier du Grand tétras, 2008
- De monde en monde, Éditions Arfuyen, 2009
- Demain dessus demain dessous, Éditions Arfuyen, 2010
- L'obscur travaille, Éditions Arfuyen, 2012
- Infiniment à venir, suivi de Pour le poème et par le poème (discours de Strasbourg), Éditions Arfuyen, 2017;